# Залісся (Пуховицький район)
Залісся (біл. вёска Залесьсе) — село в складі Пуховицького району Мінської області, Білорусь. Село підпорядковане Пережирській сільській раді, розташоване в центральній частині області.